# هلالي الصدر
هلالي الصدر (الاسم العلمي: Melanopareia)، جنس طيور من الجواثم تستوطن أمريكا الجنوبية. لفترة طويلة وضع الجنس في فصيلة الرمازيات، وفي عام 2007 فُصل الجنس ووضع في فصيلة، هلاليات الصدر، من قبل لجنة تصنيف أمريكا الجنوبية.